# Paper Money
| Рейтинги                         | Рейтинги |
| Издание                          | Оценка   |
| -------------------------------- | -------- |
| AllMusic                         |          |
| Collector's Guide to Heavy Metal |          |

Paper Money — второй студийный альбом американской хард-рок-группы Montrose, выпущенный 11 октября 1974 года лейблом Warner Bros.

## Об альбоме
Также, как и предыдущий, Paper Money был спродюсирован Тедом Темплманом. Альбом является последней записью группы с оригинальным вокалистом Сэмми Хагаром. Также он знаменует прибытие Алана Фицджеральда, заменившего оригинального басиста Билла Чёрча.
Paper Money стал самым успешным релизом группы, заняв 65-е место в Billboard 200. Для продвижения альбома группа выступила вживую в телешоу The Midnight Special, исполнив «Paper Money» и «I Got the Fire».
После того, как ненависть между Ронни Монтроузом и Сэмми Хагаром достигла пика во время европейского турне группы 1974–75 по продвижению Paper Money,  Хагар расстался с группой в начале февраля 1975-го и был заменен вокалистом Бобом Джеймсом.
Хотя в примечаниях к изданию «Paper Money» на компакт-диске говорится, что Монтроузу предложили слот гитары для Mott the Hoople, когда он покинул Edgar Winter Group, но гитарист заявил, что этого никогда не было.

## Треклист
Кредиты адаптированы из примечаний к альбому.
| №  | Название      | Автор(ы)                    | Длительность |
| -- | ------------- | --------------------------- | ------------ |
| 1. | «Underground» | Лорен Вуд                   | 3:33         |
| 2. | «Connection»  | Мик Джаггер, Кит Ричардс    | 5:42         |
| 3. | «The Dreamer» | Сэмми Хагар, Ронни Монтроуз | 3:36         |
| 4. | «Starliner»   | Montrose                    | 3:36         |

| №  | Название             | Автор(ы)        | Длительность |
| -- | -------------------- | --------------- | ------------ |
| 5. | «I Got the Fire»     | Монтроуз        | 3:06         |
| 6. | «Spaceage Sacrifice» | Хагар, Монтроуз | 4:55         |
| 7. | «We're Going Home»   | Монтроуз        | 4:52         |
| 8. | «Paper Money»        | Хагар, Монтроуз | 5:01         |

## Участники записи
Montrose
- Сэмми Хагар — вокал
- Ронни Монтроуз — гитара
- Алан Фицджеральд — бас-гитара
- Денни Кармасси — ударные, бэк-вокал

Дополнительные музыканты
- Марк Джордан — фортепиано на «Connection»
- Ник ДеКаро — синтезатор, меллотрон в «We Going Home»
- Чарльз Фэрис — спецэффекты

Производство
- Тед Темплман — продюсер
- Донн Лэнди — инженер

## Другие источники
- Montrose; Примечания к Paper Money; Warner Brothers Records 1974. 11.10.1974

Шаблон:Montrose